# NGC 3562
NGC 3562 је елиптична галаксија у сазвежђу Змај која се налази на NGC листи објеката дубоког неба.
Деклинација објекта је + 72° 52' 45" а ректасцензија 11h 12m 58,4s. Привидна величина (магнитуда) објекта NGC 3562 износи 12,2 а фотографска магнитуда 13,2. Налази се на удаљености од 74,921 милиона парсека од Сунца. NGC 3562 је још познат и под ознакама UGC 6242, MCG 12-11-11, CGCG 334-13, PGC 34134.